# ديبسي سيلولواني
ديفيتوغو سيلولواني (بالإنجليزية: Diphetogo Selolwane)‏ (مواليد 27 يناير 1978 في جابورون) لاعب كرة قدم بتسواني دولي يجيد اللعب في خط الهجوم. لعب بأندية شيكاغو فاير وريال سولت ليك الأمريكيين، ثم تنقل بين أندية جنوب أفريقيا، فلعب في نادي سانتوس بين عامي 2005 و2007، ثم نادي جومو كوسموس سنة 2007، ثم انتقل للعب بنادي أياكس كيب تاون بين عامي 2008 و2010، ثم انتقل إلى نادي سوبر سبورت يونايتد بين عامي 2010 و2012، ويلعب حاليًا لنادي جامعة بريتوريا منذ سنة 2012.

## روابط خارجية
- ديبسي سيلولواني على موقع الاتحاد الدولي (مؤرشف)  (الإنجليزية)
- ديبسي سيلولواني على موقع الدوري الأمريكي (الإنجليزية)
- ديبسي سيلولواني على موقع قاعدة بيانات كرة القدم.إي يو (الإنجليزية)
- ديبسي سيلولواني على موقع ناشيونال فوتبول تيمز (الإنجليزية)
- ديبسي سيلولواني على موقع عالم كرة القدم.نت (الإنجليزية)
- ديبسي سيلولواني على موقع كووورة